# Paweł Zarecki
Paweł „Bzim” Zarecki (ur. 24 grudnia 1975 w Olsztynie) – polski muzyk sesyjny, klawiszowiec, producent, aranżer i kompozytor.
Współpracuje z takimi artystami jak Anna Maria Jopek, Natalia Niemen, Mieczysław Szcześniak, Krzysztof Krawczyk oraz grupami TGD, Freedom Nation.

## Wybrana dyskografia
- 2011 Joanna Kondrat – Samosie (CD)[4]
- 2011 TGD – The Best Of 2000-2010 (CD+DVD)
- 2008 TGD – PS (CD+DVD)
- 2007 Anna Maria Jopek – ID[5]
- 2005 Anna Maria Jopek – Niebo[6]
- 2004 TGD – Wiara czyni cuda
- 2003 Anna Maria Jopek – Farat[7]
- 2002 Anna Maria Jopek – Nienasycenie[8]
- 2001 TGD – TGD na żywo
- 2000 Freedom Nation – Free At Last[3]
- 1998 TGD – Hosanna